# Ju-jitsu
Ne doit pas être confondu avec Jiu-jitsu brésilien.
 (novembre 2008).
Si vous disposez d'ouvrages ou d'articles de référence ou si vous connaissez des sites web de qualité traitant du thème abordé ici, merci de compléter l'article en donnant les références utiles à sa vérifiabilité et en les liant à la section « Notes et références ».
Le ju-jitsu, jūjutsu, jiu-jitsu ou encore jiujitsu (柔術, jūjutsu, littéralement : « art de la souplesse »), regroupe des techniques de combat qui furent développées par les samouraïs durant l'époque d'Edo. Elles enseignaient aux samouraïs et aux bushis à se défendre lorsque ceux-ci étaient désarmés lors d'un duel ou sur le champ de bataille.

## Présentation générale
Yōshin-ryū (楊心流) est l'une des plus anciennes écoles traditionnelles du Japon, ou koryū, à avoir enseigné le jūjutsu pendant l'ère Edo.
Ces techniques sont parfois classées en cinq catégories principales :
- atemi-waza : techniques de frappe
- nage-waza : techniques de projection
- ne-waza : techniques au sol
- kansetsu-waza : techniques de luxations articulaires (plus communément appelées clefs articulaires)
- shime-waza : techniques d'étranglement
- Kuatsu : technique de retour à la vie" ou encore "réanimation"
- Kyusho : technique des points vitaux du corps humain

Les kansetsu-waza et les shime-waza s'effectuent debout et au sol.
Dans le terme « jūjutsu », « jū » (柔) signifie « souplesse » et « jutsu » (術) signifie « art ». Il existe diverses transcriptions phonétiques approximatives, ce qui explique les différentes orthographes. La graphie « ju-jitsu » est la plus utilisée dans la littérature francophone, bien que cela ne corresponde pas à la consonance.
Le terme générique « jūjutsu » cache une réalité historique bien plus complexe : en effet, il n'a jamais existé une discipline unique et strictement définie correspondant à ce terme, réalité qui correspond au caractère vague de cette désignation « art de la souplesse ». Il s'agissait de la discipline de combat sans armes, partie intégrante du programme enseigné par chacune des nombreuses écoles japonaises (les ryū), qui ont peu à peu périclité à la fin de l'ère féodale.
Ce que l'on appelle couramment jūjutsu désigne, aujourd'hui, soit un enseignement bien spécifique à une école particulière (il s'agit d'une pratique minoritaire, et dans ce cas, il est précédé du nom de l'école en question), soit un enseignement regroupant des techniques héritées de ces écoles et transmises au début de l'ère moderne voire après la Seconde Guerre mondiale à un plus large public, grâce au travail de recensement et de conservation des techniques commencé dès la fin du XIXe siècle.
Au début du XXe siècle, des personnes se sont inquiétées de la disparition de ce savoir, due à la modernisation de l'armée et ont collecté les techniques de différentes écoles (ryū ha) de jūjutsu pour en faire une pratique moderne, adaptée aux besoins de la nouvelle société ; ainsi, naquirent le judo, dont les composantes viennent en majorité de l'école Kito (Kito-ryū), l'aïkido, émanation plus tardive de l'école Daito (Daito-ryū), ou plus récemment le jiu-jitsu brésilien, né de l'évolution d'une variante de judo (kosen), elle-même instruite par l'école Fusen (Fusen-ryū). Véritable nébuleuse à l'origine de constructions plus ou moins récentes, le jūjutsu est à juste titre souvent qualifié d'« art père ».
Bien que le jūjutsu ne soit pas à l'origine du karaté, qui est une technique d'origine de l'archipel d'Okinawa, on en retrouve plusieurs similarités avec certaines anciennes formes de combats pratiqués sur les archipels des Ryūkyū. Bien avant l'avènement du tode à Okinawa et dans l'archipel des Ryūkyū, les insulaires pratiquaient déjà une forme de yawara d'où découlent le jūjutsu et le taijutsu. Le taijutsu et le jūjutsu  de cette époque étaient encore indissociables de cette forme de yawara. Le taijutsu était une méthode de combat jalousement gardée secrète par la famille royale des îles Ryūkyū, les Motobu. C'était une méthode ancienne et incluse dans un style de Ryūkyū Kenpō qui était connue sous le terme Udun Ti. Elle porte aujourd'hui le nom de Motobu Ryū.

## Le terme jūjutsu

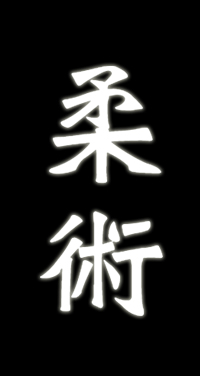
Kanji de jūjutsu.

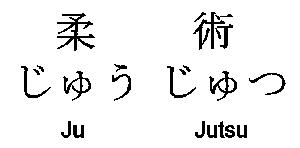
Prononciation correcte de jūjutsu.

Le terme jūjutsu transcrivant de façon plus rigoureuse le mot japonais pour cet art martial est composé de deux kanjis. Selon la méthode de romanisation du japonais la plus répandue, la méthode Hepburn, ces kanjis devraient se définir ainsi :
- Jū (柔?) : mou, tendre, doux, souple.
- Jutsu (術?) : art, moyen, technique.

Si l'on s'en réfère à l'origine de ce terme, jūjutsu se traduit donc par « art de la souplesse ».
On retrouve généralement l'« art doux » écrit « ju-jitsu » ou « jiu-jitsu». Il s'agit de mauvaises transcriptions. La confusion et la mauvaise prononciation remontent aux premiers échanges des Occidentaux avec les Japonais vers la fin du XIXe siècle. Pour des raisons politiques et légales, compte tenu du fait que ces termes sont déposés[réf. nécessaire], la correction de la romanisation n'a jamais été apportée.

## Histoire

### Les origines du jūjutsu

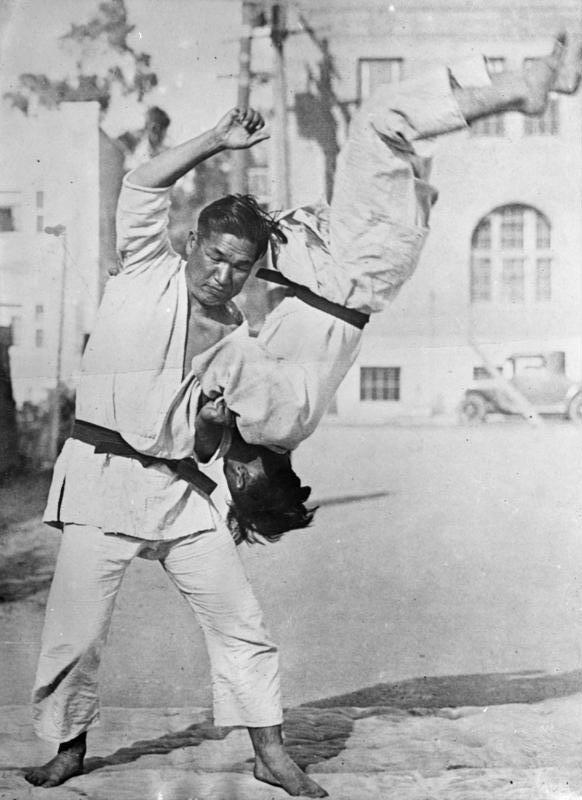
Technique de jūjutsu : kata guruma.

Le concept principal du jūjutsu est le jū, littéralement la « souplesse », c'est-à-dire éviter l'attaque frontale pour contrôler un adversaire plus fort, sans opposition de force. Cette approche se retrouve dans l'expression 柔よく剛を制す (jū yoku gō wo sei su) qui signifie « le doux maîtrise le fort ». Ce principe a donné naissance à un ensemble de techniques sophistiquées d'évitement, de canalisation de la force adverse, et de contrôle de l'adversaire par des déplacements, des frappes et des immobilisations obtenues grâce au contrôle des points vitaux et des articulations.
Les méthodes de combat connues comme le jūjutsu sont vieilles d’au moins 1 500 ans. Les débuts du jūjutsu peuvent être situés dans la période turbulente au Japon qui s'étalait entre le VIIIe et le XVIe siècle. Cette période connut d'incessantes guerres civiles et les systèmes d'armement classiques furent développés et éprouvés sur les champs de bataille. Les techniques de combat rapproché faisaient partie intégrante de ces systèmes afin de combattre efficacement des adversaires portant armes et armure.
La naissance du jūjutsu coïncide probablement avec l'origine de la classe des samouraïs datée de l'an 792. L'armée était constituée à cette époque de soldats se déplaçant à pied et armés de javelots. Les officiers étaient recrutés parmi les jeunes fils des grandes familles et étaient formés au maniement du yumi (arc japonais), au commandement des troupes et également au combat sans armes. L'empereur Kammu construisit le Butokuden, une école formelle pour ces officiers que l'on connaît sous le nom de samouraïs.
À la fin du XIIIe siècle, les Mongols tentèrent d'envahir le Japon et les samouraïs le défendirent durant des années dans de terribles combats. Au XVe siècle, les maîtres d'armes établirent des koryū bujutsu (écoles traditionnelles anciennes) afin d'enseigner leur style du kenjutsu, l'art du sabre. Entre 1467 et 1477, la guerre d'Ōnin fit rage, et cette période vit le déclin du pouvoir des shoguns et le début du Sengoku jidai, l'« âge du pays en guerre », qui dura cent cinquante ans.
Le premier jutsu ryū reconnu fut formé par Takenouchi Hisamori en 1532 et consistait aussi bien en des techniques usant du katana (sabre), du bō (bâton) et du tantō (couteau-sabre) que du combat à mains nues. Les sauts et les coups de pied n'étaient peu ou pas enseignés dans le jūjutsu puisque les techniques étaient souvent destinées à des combattants portant une armure et que ces techniques sont risquées et difficiles à employer sur le champ de bataille (vêtements mal adaptés, risque de glisser et tomber, de se faire saisir la jambe…). Le terme jūjutsu commença à être utilisé vers 1600. Cependant, nombre d'écoles traditionnelles continuent d'employer d'autres termes tels que yawara, koppō, dakentaijutsu, yoroi kumiuchi, pour désigner leur art. Le jūjutsu n'est pas une discipline monolithique car de grandes différences peuvent apparaître entre des écoles portant toutes la même appellation de jūjutsu.

### La légende du docteur Akiyama
Il y a très longtemps, vivait au Japon un certain docteur Akiyama. Lors d'un voyage en Chine, il fit la connaissance, en Mandchourie, d'une secte religieuse qui pratiquait une sorte d'autodéfense fondée sur la connaissance du corps humain. Le docteur ne put prendre part aux entraînements mais fut autorisé à regarder les exercices. La discipline, qui s'appelait hakuda, permettait de se défaire d'un adversaire armé et visiblement plus fort. De retour au Japon, il essaya d'enseigner ces techniques à sa famille. Mais comme il n'avait pas pratiqué, il ne comprit pas le principe de base du hakuda. Ce principe, il le trouva d'une manière très naturelle. Il constata que durant l'hiver, les grosses branches du chêne se cassent sous le poids de la neige, alors que les fines branches du saule se plient et rejettent la neige. Voilà ce qu'était l'esprit du hakuda : employer la violence et le poids de l'adversaire pour le terrasser. Il nomma cette nouvelle méthode de combat le jūjutsu, l'art doux.
On retrouve le ploiement des branches sous la neige dans la légende de la création du judo, mais l'observation qui en est faite est attribuée à un moine.

### Époque d'Edo
En 1603, Ieyasu Tokugawa forma un gouvernement militaire et ramena la paix et la stabilité économique et politique dans le pays. Ceci marqua le début de la période Edo (1603-1868). Sous la direction de Ieyasu Tokugawa, la société était divisée en cinq classes : les samouraïs, les paysans, les artisans, les marchands et les non-personnes. Seuls les samouraïs étaient autorisés à porter deux sabres (daishō), le wakizashi (sabre court) à tout moment et le katana uniquement à l'extérieur.
Cette période de paix présenta un problème pour les samouraïs qui, faute de batailles, n'avaient plus de revenus. Faire autre chose les aurait fait perdre leur statut pour les rabaisser à un rang inférieur. Les samouraïs sans maître devinrent des rōnin. Le gouvernement essaya de les aider en leur attribuant des subsides et en les poussant vers l'éducation. Beaucoup de samouraïs devinrent des professeurs d'arts martiaux, mais en enseignant alors des styles sans armes. Ces styles sans armes furent développés à partir des styles de combat armé et furent collectivement appelés jūjutsu. Durant l'apogée de la période Edo, il y avait 725 styles officiellement reconnus, constituant chacun une Koryū bujutsu. Ces styles différaient selon qu'ils s'axaient plus sur les coups de pied, coups de poing, les projections ou les clés.

### Ère Meiji
Une grande partie de la population commença à se sentir opprimée par le régime des Tokugawa et, plus particulièrement, la classe grandissante des marchands qui voulait accroître ses contacts avec l'Amérique et l'Europe. En 1868, le régime des Tokugawa s'écroula lors d'une guerre civile connue comme la restauration Meiji. Ceci marqua la fin de la période Edo, le shogun fut destitué de son pouvoir et celui-ci revint à l'empereur. Comme une grande partie de la classe des samouraïs supportait le shogun, celle-ci fut démantelée par l'empereur Meiji qui introduisit le « serment impérial des cinq articles ».
La classe des samouraïs perdit donc sa position privilégiée lorsque le féodalisme fut aboli en 1871. En 1876, Meiji proclama une loi interdisant le port des épées, le symbole ultime du guerrier. Les samouraïs mécontents fomentèrent de nombreuses rébellions durant les années 1870, la plus célèbre fut menée par le héros de la restauration Takamori Saigō. Elles furent réprimées avec grandes difficultés par une armée nationale nouvellement formée. Les samouraïs avaient définitivement perdu leur profession et leur droit de porter les épées. Leur plus haute position sociale était abrogée après plus de mille ans d'existence.
Le Japon mena sa totale reconstruction en quelques décennies. Rétrospectivement, elle semble avoir été aussi rapide que radicale. Or, les changements ne s'opérèrent pas du jour au lendemain, mais par remaniements successifs et modérés des systèmes en place. La réhabilitation du tennō, qui n'avait plus guère d'impérial que le nom, en fut le principal vecteur. La première réforme consista à refondre les structures administratives et sociales. Dès 1870, les daimyos furent dépossédés de leurs fiefs, remplacés par des préfectures, et les paysans purent acheter des terres. Les samouraïs durent renoncer au port du sabre. Réduits au rang de simples citoyens, ils perdirent du même coup tout privilège économique. Mais si les rentes des seigneurs diminuèrent, elles étaient encore suffisamment élevées pour que ces réformes modernistes ne s'accompagnent pas, comme ailleurs, de violents soubresauts.
L'Europe découvre cet art tout à la fin du XIXe siècle. Le maître Yukio Tani (en) (1881-1950) s'installe à Londres en 1900 à l'invitation de Edward William Barton-Wright, inventeur du bartitsu. En janvier 1906, Yukio Tani est à Paris, il affronte entre autres le boxeur Marc Gaucher à l'hippodrome de Montmartre dans un match-spectacle très médiatisé, et l'emporte.

### Période expansionniste
Durant l'expansionnisme du Japon, un édit impérial déclara criminelle la pratique des vieux styles d'arts martiaux. Cependant, certains maîtres continuèrent de pratiquer leur art en secret ou s'expatrièrent pour permettre à leur style de se perpétuer. Ce n'est que plus tard, après la fin de l'occupation américaine en 1951 que l'interdiction de pratiquer le jūjutsu fut levée, permettant une libre pratique de l'art[réf. nécessaire].

### Période contemporaine
Durant l'occupation américaine, les différents styles de jūjutsu furent bannis parce qu'on pensait qu'ils pouvaient contribuer au militarisme japonais. À partir de ce moment, un style de dō, plus axé sur la maîtrise de soi et de son agressivité (dans une optique de paix que les autres pratiques sportives partagent), et découlant du jūjutsu gagna en popularité (judo, aïkido). Le jūjutsu appartenant au domaine des arts martiaux utilitaires, il ne s'est pas imposé comme sport aussi facilement et la compétition n'y joue qu'un rôle mineur. Le jūjutsu (ou plus précisément, le kosen judo, découlant du jūjutsu) a été exporté et enseigné par Mitsuo Maeda, un immigrant japonais, au Brésil à la famille Gracie. C'est devenu là-bas une pratique proche du combat libre, que l'on nomme jiu-jitsu brésilien.
Plusieurs fédérations et écoles de jūjutsu se sont développées hors du Japon, d'abord dans une logique utilitaire. Selon les fédérations, le jūjutsu a pu aussi être développé et pratiqué comme un sport de combat, dans lequel les techniques martiales sont restées à l'état de trace, le cadre réglementaire de la compétition sportive imposant une adaptation rigoureuse de la discipline d'origine. Certaines fédérations distinguent ainsi dans leur enseignement le jūjutsu self-défense et le jūjutsu sportif. D'autres ne pratiquent aucune forme de compétition sportive et revendiquent l'héritage purement martial de la discipline.
En France, le jūjutsu est entre autres, enseigné dans des clubs affiliés à la fédération française de judo, jujitsu, kendo et disciplines associées. On y retrouve les deux aspects de technique de l’autodéfense et de sport. À l'origine, l'enseignement traditionnel sous forme d’autodéfense était majoritaire en France. Depuis quelques années, le fighting system se développe en parallèle du duo system. Ce dernier correspond à l'expression technique. Les démonstrations et compétitions se font par couple mixte ou non et requièrent une grande précision de mouvement et intensité/explosion musculaire. Le fighting system est une forme de combat se déroulant en trois parties non hiérarchisées dans le temps : pied-poing, projection et soumission. Pour gagner un combat, il est nécessaire de marquer un ippon dans chacune des parties (full ippon). Cette forme moderne est plus agressive et évolue très rapidement, intégrant des techniques de grappling ou de lutte pour gagner en efficacité. Pour certains combattants c'est une alternative intéressante ou un tremplin pour le combat libre.
Deux bâtons sont utilisés : le tambo, un petit bâton d'environ 30 cm et le jō, un bâton plus grand que le précédent dont la taille va du sol à l'épaule.
Depuis plusieurs années, il existe une école jūjutsu taiken ryū.

## Ceintures selon la nomenclature de la FFJDA
La Fédération française de judo, jujitsu, kendo et disciplines associées (FFJDA) a établi un classement suivant la couleur de la ceinture (du niveau le plus faible au plus élevé) :
| Blanc          |  |                           |
| Jaune          |  |                           |
| Orange         |  |                           |
| Vert           |  |                           |
| Bleu           |  |                           |
| Marron         |  |                           |
| Noir           |  | 1er, 2e, 3e, 4e et 5e dan |
| Rouge et blanc |  | 6e, 7e et 8e dan          |
| Rouge          |  | 9e et 10e dan             |

## Styles et écoles
- Si vous ne connaissez pas le sujet, laissez ce bandeau (vous pouvez alors contacter les auteurs).
- Si vous supprimez le contenu mis en cause (vous pouvez préalablement contacter les auteurs),

argumentez précisément cette suppression dans la page de discussion
(un manque de référence n'est pas un argument ; une recherche réelle de référence doit avoir été effectuée, être formellement documentée).

## Le jūjutsu dans la culture populaire
Le jūjutsu est parfois mentionné au cinéma, (surtout dans des films d'action ou d'origine japonaise) ou dans des bandes dessinées :
- Soleil rouge (1971) : lorsque les personnages incarnés par Charles Bronson et Toshirô Mifune se battent, l'acteur japonais utilise des techniques de jujutsu et de judo.
- John Wick 2 (2017) : pour se préparer à son rôle de John Wick, l'acteur Keanu Reeve a pratiqué plusieurs arts martiaux dont le judo et le jujitsu.
- Iron man 2 (2010): Scarlett Johansson pratique le jūjutsu dans le rôle de Natasha Romanoff / La Veuve Noire
- Victorin Jasset, Protéa (1913-1918) : l'héroïne de cette série d'espionnage française pratique le jūjutsu.
- Hergé, L'Île noire (1937-1938) : le héros, Tintin, et un méchant se battent à coups de jūjutsu (le méchant) et de savate (Tintin).
- Akira Kurosawa, La Légende du grand judo (1943) : en 1882, le jeune Sanshiro Sugata voulut apprendre l'art ancestral du jūjutsu, mais il découvrit le judo et en devint immédiatement un adepte. Dans Barberousse, avec Toshiro Mifune, un médecin donne une bonne correction à des yakuzas proxénètes en utilisant le jujutsu.
- Sun girl (fin 1948) est une superhéroïne, tirée d'un comic book américain, capable d'atteindre une vitesse surhumaine, pratiquant le judo et le jujutsu.
- Marcello et Ollivier, Docteur Justice (1970), héros de bande dessinée, pratique le jūjutsu.
- Un des épisodes de la série télévisée Les Brigades du Tigre commence par un affrontement entre le policier professeur de boxe Marcel Terrasson et un professeur japonais de jūjutsu qui l'emporte.
- Les Wachowski, The Matrix (1999) : le jūjutsu est le premier art martial que Neo apprend.
- David Mamet, Redbelt (2008) : le film gravite autour du jūjutsu et du code de conduite qui en découle.
- Les Yeux jaunes des crocodiles (2006) de Katherine Pancol : la voisine de l'héroïne pratique le jūjutsu.
- Joe Carnahan, L'Agence tous risques (2010) : Hannibal suppose que le méchant, Pike, pratique la boxe thaï et le jūjutsu, mais qu'il les maîtrise mal.
- Nick Fury (directeur du S.H.I.E.L.D) est ceinture marron en jūjutsu (il a aussi une ceinture noire en tae kwon do, il est poids lourd en boxe et champion de lutte).
- Bruce Wayne alias Batman (D.C. comics) est ceinture noire de Jû-jutsu. Ceci est évoqué dans le film Batman begins de Christopher Nolan.
- King Bradley (Fullmetal Alchemist) dans son école de formation pour devenir président, il enseigne le jūjutsu.
- Dexter Morgan (Dexter) a pratiqué le jūjutsu durant sa scolarité.
- Bob Morane pratique le jūjutsu.
- Dans le manga Shijō Saikyō no Deshi Kenichi, Kenichi a un maître spécialisé en jūjutsu.
- Yoko Tsuno pratique le jūjutsu.
- Mike Terry, le héros du film RedBelt, est un maître de jūjutsu.
- Dans l'épisode 3 de la saison 21 des Simpson, Marge Simpson s'initie au jūjutsu et d'autres sports de combat (boxe, lutte…).
- Énola Holmes, heroïne du film éponyme de Netflix, ainsi que sa mère et le groupe féministe dont elle fait partie, pratiquent le jūjutsu.
- La BD Jujitsuffragettes, les Amazones de Londres[14] (de L. Lugrin et C. Xavier, éditions Delcourt) rappelle un épisode du combat des suffragettes britanniques, en 1914 à Glasgow. Emmeline Pankhurst fut protégée par un service d'ordre composée de femmes formées au jujitsu par Edith Garrud, pionnière de la discipline au Royaume-Uni[15].
- Jiu Jitsu est un film américain réalisé par Dimitri Logothetis, sorti en 2020.
- le Vrai Jiu-jitsu est une phonoscène réalisée par Alice Guy en 1905. On y voit le chanteur Dranem interpréter Le Vrai Jiu-jitsu, chanson comique de Paul Briollet, G. Fabri et C. d'Orviet.
- Le Jiu Jitsu est une chanson composée par A. Moriaz et interprétée par Aristide Bruant en 1906[16].